# Catrinel Dumitrescu
Catrinel Dumitrescu (n. 11 octombrie 1956, Brăila, România) este o actriță de teatru și film, care joacă din 1990 la Teatrul Nottara din București. Este profesoară la Universitatea Hyperion din București, Facultatea de Arte, secția Actorie.

## Biografie
Catrinel Dumitrescu s-a născut la Brăila, fiind fiica lui Gheorghe Dumitrescu, regizor tehnic, și a actriței Jeny Dumitrescu, angajati ai Teatrului Maria Filotti Braila.
În 1979 a absolvit Institutul de Artă Teatrală și Cinematografică I.L. Caragiale, Facultatea de teatru, specialitatea actorie, la clasa profesorului Octavian Cotescu și a asistentului universitar Ovidiu Schumacher.
Între anii 1974 și 1989 a jucat pe scena teatrului Național „Lucian Blaga” din Cluj Napoca. Din anul 1990 este actriță a Teatrului Nottara.

## Premii și Distincții
- Premiul de excelență la TIFF - 2023

- Premiul publicului pentru rolul Sheila, în Totul e relativ – Fest(in) pe Bulevard - 2017

- Premiul special pentru rolul Maureen, în Un pic prea intim – Fest(in) pe Bulevard - 2013

- Premiul pentru cea mai bună actriță într-un rol secundar într-un film de lungmetraj ficțiune, Aurora – Premiile Gopo - 2012

- Ordinul național Pentru Merit în grad de Cavaler, alături de alți actori, „pentru devotamentul și harul artistic puse în slujba teatrului romanesc, cu prilejul împlinirii unui veac și jumătate de existență a Teatrului Național din București” - 13 decembrie 2002[2]

- Premiul de interpretare pentru rolul Hellea, în Melodie varșoviană de Leonid Zorin, regia: V.T. Popa – Festivalul de Teatru, Brașov - 1986[1]

A fost căsătorită cu actorul Emil Hossu.

## Piese de teatru
- Omul Hazardului
- Anecdotă provincială
- Bigudiuri
- Cu capu' de nicovală
- Cum e dincolo de mare - regizor
- Doamna nevăzută
- Doi pe o bancă
- Inspectorul broaștelor
- Maitrey
- Minciuna din mine
- Nu se știe cum
- Niște fete
- O noapte furtunoasă
- Omul de noroi - regizor
- Război și pace
- Week-end de adio
- Woland sau negustorul de umbre

## Filmografie
- Râul care urcă muntele (1977)
- Ora zero (1979)
- Omul care ne trebuie (1979)
- Blestemul pămîntului – Blestemul iubirii (1980)
- Lumina palidă a durerii (1981)
- Pădurea nebună (1982)
- Buletin de București (1983)
- Ca-n filme (1984)
- Căsătorie cu repetiție (1985)
- Pădurea de fagi (1987)
- Misiunea - serial TV (1989)
- La urgență - TV (2006)
- Banii vorbesc - TV (2006)
- Alba-Neagra - TV (2006)
- Om sărac, om bogat (2006)
- Nunta mută (2008)
- Regina - TV (2008)
- Pariu cu viața - TV (2012)
- Sacrificiul - TV (2019)
- Adela - TV (2022)
- Păstrează-mă doar pentru tine (1987)
- Inspectorul broaștelor - TV (1979)